# 林梓晴
林梓晴（英語：Lam Tsz Ching，1979年—，綽號：日青），香港民主派人士，曾以傘兵姿態參選2015年香港區議會選舉屯門區議會建生選區，Facebook專頁結束一桶專棄發起人之一。

## 參選經歷

### 參與2015年香港區議會選舉
林梓晴以獨立身分空降參選屯門區議會建生選區，與已連任12年的時任民建聯區議員陳文華爭奪議席。林梓晴自製橫額，成立「建生一號」發佈選舉消息。結果陳文華以2456票擊敗1283票的林梓晴，再度成功連任。

### 歷屆選舉結果
| 政党   | 政党   | 候选人            | 票数  | %     | ±      |
| ------ | ------ | ----------------- | ----- | ----- | ------ |
|        | 獨立   | ①. 林梓晴（日青） | 1,283 | 34.31 | 不適用 |
|        | 民建聯 | ②. 陳文華         | 2,456 | 65.69 | -6.89  |
| 多数票 | 多数票 | 多数票            | 1,173 | 31.37 | 不適用 |

## 外部連結
- 建生一號 kinsangichiban Facebook專頁